# Узких, Фёдор Спиридонович
Фёдор Спиридонович Узких (8 (20) февраля 1867, с. Коневское, Екатеринбургский уезд, Пермская губерния, Российская империя — 7 марта 1936, Свердловск, СССР) — российский и советский педагог, методист, организатор хорового и регентского дела.

## Биография
Родился в крестьянской семье в селе Коневское (ныне — Юго-Конёво) Екатеринбургского уезда Пермской губернии. Здесь же окончил начальную школу. С самого детства пел в церковном хоре, а выучив в 1888 году азы нотной грамоты, стал его руководителем.
В 1896 году был письменно приглашён земским начальником занять место регента и учителя пения в начальном училище села Белоярское. Одновременно с этим при местной чайной организовал сельский хор взрослых и детей.
В 1897 году был командирован в Екатеринбург на народно-певческие курсы Пермского губернского комитета попечительства о народной трезвости, которыми руководил Александр Дмитриевич Городцов, оперный певец и общественный деятель. По окончании курсов в 1899 году занял место регента Александро-Невской (Лузинской) церкви в Екатеринбурге, где организовал хор из любителей пения. В то же время Узких было предложено стать членом-сотрудником музыкального кружка при Екатеринбургском Общественном собрании.
С 1898 года состоял учителем пения в 1-й и 2-й Екатеринбургских женских гимназиях, преподавал на курсах Пермского губернского комитета попечительства о народной трезвости в Екатеринбурге, совмещая преподавание с организацией бесплатными народно-певческими курсами при Екатеринбургском уездном комитете попечительства о народной трезвости. Хор курсистов под его руководством принимал участие в важнейших культурных событиях города, среди которых открытие зданий Верх-Исетского театра и театра оперы и балета.
С 1917 по 1922 гг. занимал должность уездного инструктора пения Екатеринбургского отдела народного образования, проводил курсы пения в Каслях, Кыштыме, Невьянске, Шадринске. В этот период в связи с отсутствием специальной музыкально-певческой литературы сочинял музыку к стихам для драматических спектаклей, юбилеев (всего 20 песен собственного сочинения, 27 с заимствованными мелодиями), предпринял ряд поездок для практического инструктажа в школах, исправительных домах, читальнях и клубах с целью продвижения песенного репертуара революционного характера.
После упразднения в 1922 году должности инструктора пения преподавал в свердловских школах, в татаро-башкирской педагогической школе и других учебных заведениях г. Свердловска, организовал секцию учителей пения, руководил хоровыми кружками Свердловского клуба коммунистов, Коммунистического университета, организовывал хоровые коллективы при клубах и школах, на Черноусовской ткацкой фабрике «Красный ткач».
Последние места работы — свердловские средние школы № 2 и № 3, свердловское педагогическое училище.
Награждён серебряной (1915) и золотой (1916) медалями «За усердие», грамотой «Герой труда» (26.03.1921) ЦК всероссийского союза работников просвещения.
Умер 7 марта 1936 года. Похоронен в Екатеринбурге.

### Семья
Сын Андрей — художник-акварелист и преподаватель рисования. Дочь Прасковья была пианисткой-аккомпаниатором.